# Діденко Олександр Миколайович
Олекса́ндр Микола́йович Діде́нко (5 травня 1949, Руликів) — український державний діяч. Заслужений економіст України (2004). Постійний представник Президента України в Автономній Республіці Крим. Кандидат економічних наук. Перший заступник Голови ВГО «Сила і Честь».

## Життєпис
Народився 5 травня 1949 року в селі Руликів Васильківського району Київської області. У 1977 році закінчив Київський державний університет ім. Т. Г. Шевченка.
У 1976—1983 рр. — завідувач відділу, заступник секретаря парткому Держпостачання України.
У 1983—1984 рр. — директор Київської філії Всесоюзного інституту Держпостачання СРСР.
У 1984—1991 рр. — інструктор, консультант ЦК Компартії України.
У 1991—1996 рр. — заступник директора Українського відділення Міжнародного центру наукової культури «Всесвітня лабораторія», директор наукової установи.
У 1996—2002 рр. — завідувач відділу, заступник керівника Головного управління організаційно-кадрової роботи та взаємодії з регіонами України Адміністрації Президента України.
З червня 2002 по грудень 2004 рр. — Постійний представник Президента України в Автономній Республіці Крим.
З грудня 2004 по квітень 2005 рр. — Перший заступник міністра економіки і з питань європейської інтеграції України.
У 2005—2006 рр. — керівник Секретаріату, член Президії партії «Трудова Україна».
Перший заступник голови ВГО «Сила і Честь» (організаційна робота, робота з об'єднаннями громадян), куратор Вінницького, Чернігівського обласних осередків.
Має низку публікацій з проблем розвитку малого підприємництва. Плідно працював над проектами документів щодо адміністративно-територіального устрою України і реорганізації органів державного управління та місцевого самоврядування.
Кандидат у народні депутати від партії «Сила і честь» на парламентських виборах 2019 року, № 29 у списку.

## Нагороди та відзнаки
- Орден «За заслуги» III ст.[9],
- Почесна грамота Кабінету Міністрів України[10]
- відзнаки міністерств і відомств України